# خلط اللغات
يشير مصطلح خلط اللغات إلى الخلط بين لغتين أو أكثر أو لهجتين أو أكثر من لهجة أثناء الكلام.
يستخدم بعض العلماء مصطلحي «خلط اللغات» و«التناوب اللغوي» ليدل أحدهما على الآخر، لا سيما في الدراسات النحوية والصرفية، وغيرها من النواحي الشكلية للغة. فيما يضع علماء آخرون تعريفات أكثر دقة لمصطلح خلط اللغات، إلا أن هذه التعريفات قد تختلف باختلاف فروع اللسانيات، ونظرية التعليم، والاتصالات إلخ.
وتشبه عملية خلط اللغات استخدام لغات الرطنة (بدجنية) أو تكوينها؛ إلا أن عملية خلط اللغات قد تظهر في مناخ يتشارك فيه المتحدثون أكثر من لغة في حين أن لغة الرطنة (البدجنية) تظهر بين مجموعات لا لغة مشتركة بين أفرادها.

## خلط اللغات والتناوب اللغوي
يستخدم بعض اللغويين مصطلحي «خلط اللغات» و«التناوب اللغوي» ليحل أحدهما محل الآخر؛ لا سيما في الدراسات العلمية النحوية، والصرفية، وما إلى ذلك، إذ يطلقون كلا المصطلحين للإشارة إلى اللفظ المستوحى من عنصرين أو أكثر من النظم النحوية. وغالباً ما تركز هذه الدراسات في المواءمة بين عناصر من أنظمة مختلفة متباينة، أو على القيود التي تحد من عملية التناوب.
وفيما بذل العديد من اللغويين جهوداً كبيرة لوصف الفرق بين عملية التناوب اللغوي واقتراض الكلمات أو العبارات، فإن مصطلح خلط الللغات استخدم كمظلة شاملة لكلا النوعين من سلوكيات اللغة.
ففي حين يشير مصطلح التناوب الللغوي إلى حركة انتقال المتكلم بعدة لغات من نظام نحوي إلى آخر، فإن مصطلح خلط اللغات يشير إلى صيغة هجينة، مستخلصة من قواعد نحوية مختلفة. وبعبارة أخرى، فإن خلط اللغات يهتم بالنواحي الشكلية لأبنية اللغة أو الكفاءة اللغوية، بينما يهتم التناوب اللغوي بـ الأداء اللغوي.

## خلط اللغات في اللغويات الاجتماعية
ولما كان اللغويين الذين يصبون اهتمامهم بأبنية عملية خلط اللغات أو شكلها لا يولون اهتماما كبيراً بالتفريق بين خلط اللغات والتناوب اللغوي، فقد أبحر بعض علماء اللغة الاجتماعيين واستفاضوا في التفريق بين هاتين الظاهرتين. إذ يرتبط التناوب اللغوي عندهم بآثار معينة في استعمالات اللغةالتداوليات أو وظائف خطابية أو بـهوية المجموعة. وبهذا المعنى، فإن مصطلح خلط اللغات أو استبدال اللغة يستخدم لوصف حالات أكثر ثباتا حيث تستخدم فيها اللغات المتعددة دون هذه الآثار التي تظهر في استعمال اللغة. انظر أيضا خلط اللغات والعناصر المندمجة، أدناه.

## خلط اللغات في اكتساب اللغة
في الدراسات المتعلقة بـاكتساب اللغة عند المتحدثين بلغتين، فإن خلط اللغات يشير إلى المرحلة التطويرية التي يخلط الأطفال خلالها عناصر من أكثر من لغة واحدة. ويمر معظم الأطفال ممن يتحدثون بلغتين أثنا فترة اكتساب اللغتين بمرحلة ينتقلون فيها من لغة إلى أخرى دون تمييز واضح. وهذا يختلف عن التناوب اللغوي، الذي يقصد به الاستخدام الملائم اجتماعيا ونحوياً لعدة لهجات ومستويات الكلام.
بداية في مرحلة الهذيان، يصدر الأطفال الصغار الذين ينشؤون في بيئات ثنائية اللغة أو متعددة اللغات تعبيرات تجمع بين عناصر من كلا اللغتين (أو كل اللغات) من اللغات التي ينميها الطفل. فيرى بعض اللغويين أن خلط اللغات هذا يعكس افتقار الطفل إلى التحكم أو القدرة على التفريق بين اللغات. فيما يرى آخرون أن ذلك يحدث نتيجة لقلة المفردات لديه؛ فقد يعرف الأطفال الصغار جداً كلمة في لغة ما ولا يعرفون مرادفها في اللغة الآخرى. كما أن بعض الدراسات الحديثة تؤكد بأن خلط اللغات هذا دليل على تنمية قدرة الطفل على القيام بعملية التناوب اللغوي بالطرق الملائمة اجتماعياً.

## خلط اللغات فيعلم النفسوعلم اللغة النفسي
يستخدم مسمى خلط اللغات في علم النفس وفي علم اللغة النفسي في النظريات التي تعتمد على دراسات تبادل اللغة أو التناوب اللغوي لوصف الهياكل المعرفية الكامنة وراء ثنائية اللغة. خلال الخمسينيات والستينيات من القرن الماضي، عامل علماء النفس واللغويون المتكلمين بلغتين كـ«متحدثان بلغة واحدة في شخص واحد» كما يطلق عليهم جروسجين. و«وجهة النظر الجزئية» هذه تفترض أن الشخص الذي يتحدث بلغتين لديه قواعد نحوية مخزنة في دماغه لكل لغة على حدة، والتي قد تكون أقل أو أكثر مماثلة للقواعد النحوية المخزنة في دماغ المتحدثين بلغة واحدة، وأنها تخزن وتستخدم منفصلة كل على حدة. كما أظهرت دراسات أجريت منذ السبعينيات أن المتحدثين بلغتين يكتسبون عناصر من اللغتين «المنفصلتين» بانتظام. وقادت هذه النتائج إلى الشروع في دراسات عن ظاهرة خلط اللغات في علم النفس وعلم اللغة النفسي.
عرف سريدار وسريدار خلط اللغات بـ«الانتقال من استخدام وحدات لغوية (كلمات، عبارات، جمل، إلخ) من لغة ما إلى استخدام نظيرتها في لغة أخرى في جملة واحدة». وقد نوّها أن خلط اللغات مختلف عن التناوب اللغوي حيث أن خلط اللغات يظهر في جملة واحدة (وهو يعرف أحياناً باسم التحول الداخلي في الجملة) وأنه لا يفي بمهام استعملات اللغة أو مناحي الخطاب التي وضعها علماء اللغة النفسيون. (انظر خلط اللغات في علم اللغة النفسي، أعلاه). كما تشير ممارسة خلط اللغات المستمدة من كفاءة لغتين في نفس الوقت إلى أن هذه الكفاءات لم يتم تخزينها أو معالجتها تخزينا ومعالجة منفصلة؛ ولذلك فإن ظاهرة خلط اللغة عند المتحدثين بلغتين دُرست بغية استكشاف البناء العقلي الكامن وراء القدرات اللغوية.

## خلط اللغات والعناصر المندمجة
إن اللغة المختلطة أو العناصر المندمجة مزيج ثابت إلى حد ما من لغتين أو أكثر. وهو ما وصفه بعض اللغويين بأنه «التناوب اللغوي كخيار خفي» أو «التناوب اللغوي المتكرر» كما أنه وصف مؤخراً بـ«خلط اللغة»، أو بوصف أكثر دقة نحوياً بـ «العناصر المندمجة».
وقد يصبح استخدام كلمات من كلا اللغتين معاً في المناطق التي يشيع فيها التناوب اللغوي أمراً طبيعياً في الحديث اليومي. وحيث يظهر التناوب على مستوى الألفاظ ذات المغزى علم الدلالة أو علم اللغة الاجتماعي فإن خلط اللغات على النقيض من ذلك، إذ لا تحمل معنى إضافياً محدداً في السياق المحلي. وتماثل العناصر المندمجة اللغة المختلطة من حيث الدلالات واستعمالات اللغة، إلا أن العناصر المندمجة تقل فيها التنوعات حيث أنها تخضع للقواعد النحوية بشكل كامل؛ أي أن العناصر المختلطة تخضع لأنظمة نحوية تحدد عناصر اللغة المصدر المسموح بها.
تختلف اللغة المختلطة عن لغة الكريول(الهجينة). إذ يظن أن لغة الكريول نشأت عن لغات الرطنة (البدجنية) ثم أصلت كلغات منفصلة، فيما نشأت اللغات المختلطة من عملية التناوب اللغوي. (انظر الفرق بين خلط اللغات ولغات الرطنة (ال[بدجنية])أعلاه).

## الأسماء المحلية
وهناك العديد من الأسماء للغات مختلطة معينة أو لعناصر مندمجة، وغالباً ما تستخدم تلك الأسماء بغرض التفكه إذ تحمل معاني سخرية أو ازدراء. منها على سبيل المثال ما يلي:
- صينجليزية «تشينجليش» (خلط بين الصينية والإنجليزية)
- ألمانجيليزية «دينجليش» (خلط بين الألمانية والإنجليزية)
- هولنجليزية «دونجليش» (خلط بين الهولندية والإنجليزية)
- "انجلوج" (خلط بين الفليبينية والإنجليزية)
- فرنجليزية «فرانجلش» (خلط بين الفرنسية والإنجليزية)
- "فرانبونيس" (خلط بين اليابانية والإنجليزية)
- يونانجليزية «جريكليش» (خلط بين اليونانية والإنجليزية)
- هنجليزية «هنجليش» (خلط بن الهندية والإنجليزية)
- كورينجليزية «كونجليش» (خلط بين الكورية والإنجليزية)
- مالينجليزية «مانجليش» (خلط بين الماليزية والإنجليزية)
- مالطنجليزية «مالتينجليش» (خلط بين المالطية والإنجليزية)
- بولنجليزية «بوجليش» (خلط بين البولندية والإنجليزية)
- برتغاليزية «بورجليش» (خلط بين البرتغالية والإنجليزية)
- برتغاسبانية «بورتونول» (خلط بين البرتغالية والإسبانية)
- سينجليزية «سينجليش» (خلط بين السينغافورية والإنجليزية)
- الإسبانجليزية «سبانجليش» (خلط بين الإسبانية والإنجليزية)
- "سفورسك" (خلط بين السويدية والنرويجية)
- تامينجليزية «تانجليش» (خلط بين لغة التاميل والإنجليزية)
- تاجليزية «تاجليش» (خلط بين لغة التاجالوج الفليبينية والإنجليزية)